# Генрі Сібом
Генрі Сібом (англ. Henry Seebohm; 1832-1895) — англійський мануфактурщик, мандрівник, орнітолог-аматор.

## Біографія
Генрі Сібом народився у сім'ї торговця вовною. Спершу він працював асистентом в продуктовому магазині, але переїхав до Шеффілда, де став сталеливарним виробником. Він одружився з Марією, дочкою Джорджа Джона Гейлі, купця з Манчестера 19 січня 1859 року.
Генрі цікавився природознавством, у вільний час вивчав птахів у своїх подорожах. Він відвідав Грецію, Скандинавію, Туреччину та Південну Африку. Його експедиції в Єнісейську тундру Сибіру були описані в його двох книгах: «Сибір в Європі» (1880) та «Сибір в Азії» (1882), які були об'єднані в посмертне видання «Птахи Сибіру» (1901). Він здійснив експедицію у нижню частину річки Печори в 1875 році разом з Джоном Александром Гарві-Брауном, а також до Гельголанду, де жив у будинку Генріха Ґетке. У 1877 році він приєднався до експедиції Джозефа Віггінса у Сибіру.
Він був одним з перших європейських орнітологів, який прийняв американську триноміальну систему для класифікації підвидів.
Серед інших публікацій Сібома «Історія британських птахів» (1883), «Географічне поширення родини Charadriidae» (1887), «Птахи японської імперії» (1890) та «Монографія Turdidae» (1902, посмертно).
Сібом заповів свою орнітологічну та оологічну колекцію, в якій було 17000 експонатів, Британському музею.

## Епонім
На честь Сібома названі види птахів Bradypterus seebohmi та Locustella seebohmi.

## Публікації
- (1901) The birds of Siberia; a record of a naturalist's visits to the valleys of the Petchora and Yenesei. J. Murray. London.
- (1893) Geographical distribution of British birds
- (1890) The birds of the Japanese Empire. R. H. Porter, London.
- (1890) Classification of Birds. R. H. Porter, London.
- (1888) The geographical distribution of the family Charadriidae, or, The plovers, sandpipers, snipes, and their allies. H. Sotheran. London
- (1883) A history of British birds, with coloured illustrations of their eggs. R. H. Porter. London. Volume 1 Volume 2 Volume 3 Volume 4
- (1880) Siberia in Europe: a visit to the valley of the Petchora, in north-east Russia. J. Murray, London.
- (1880) Contributions to the ornithology of Siberia